# شوناچولا
شوناچولا (به لاتین: Şonaçola) یک منطقه مسکونی در جمهوری آذربایجان است که در شهرستان لریک واقع شده است. شوناچولا ۵۵۲ نفر جمعیت دارد.

## ریشه واژه
شونا در زبان تالشی به معنی چوپان و چولا گاه به‌معنی چاله و گاه کلبه است و شوناچولا یعنی کلبه چوپان.